# Il cielo brucia
Il cielo brucia is een Italiaans oorlogsdrama uit 1958 onder regie van Giuseppe Masini, met in de hoofdrollen Amedeo Nazzari en Antonella Lualdi.

## Verhaal
De film belicht een aantal episodes uit de geschiedenis van de 18e Wing, een eenheid van de Italiaanse luchtmacht tijdens en na de Tweede Wereldoorlog.

## Rolverdeling
| Acteur             | Personage             |
| ------------------ | --------------------- |
| Amedeo Nazzari     | Carlo Casati          |
| Antonella Lualdi   | Laura Sandri          |
| Folco Lulli        | Tazzoli               |
| Fausto Tozzi       | Marchi                |
| Franco Interlenghi | Ferri                 |
| Faith Domergue     | Anna                  |
| Walter Santesso    | Damonte               |
| Lída Baarová       | moeder van het meisje |
| Santiago Rivero    | de dokter             |
| Harald Maresch     | Spanò                 |
| Luigi Tosi         | Maselli               |